# Álvares Florence
Álvares Florence es un municipio brasileño del estado de São Paulo. Su población estimada en 2004 era de 3939 habitantes.
Pertenece a la diócesis de San José del Río Preto y su santo Patrón es San Juan el Bautista

## Geografía

### Clima
El clima de Álvares Florence puede ser clasificado como clima tropical de sabana (Aw), de acuerdo con la clasificación climática de Köppen.

### Carreteras
- SP-461

## Demografía
| Población histórica del municipio | Población histórica del municipio | Población histórica del municipio | Población histórica del municipio |
| Año                               | Población                         |                                   | %±                                |
| --------------------------------- | --------------------------------- | --------------------------------- | --------------------------------- |
| 1950                              | 9087                              |                                   | —                                 |
| 1960                              | 8972                              |                                   | −1,3%                             |
| 1970                              | 8334                              |                                   | −7,1%                             |
| 1980                              | 6588                              |                                   | −21,0%                            |
| 1991                              | 5050                              |                                   | −23,3%                            |
| 2000                              | 4316                              |                                   | −14,5%                            |
| 2010                              | 3897                              |                                   | −9,7%                             |
| 2022                              | 3915                              |                                   | 0,5%                              |
| [ 4 ] [ 5 ] [ 6 ] [ 7 ]           |                                   |                                   |                                   |

Datos del censo - 2000
Población Total: 4316
- Urbana: 2654
- Rural: 1662
- Hombres: 2260
- Mujeres: 2056

- Densidad demográfica (hab./km²): 11,93

- Mortalidad infantil hasta 1 año (por mil): 14,59

- Expectativa de vida (años): 71,92

- Tasa de fecundidad (hijos por mujer): 1,94

- Tasa de alfabetización: 85,80%

- Índice de Desarrollo Humano (IDH-M): 0,771
- IDH-M Salario: 0,695
- IDH-M Longevidad: 0,782
- IDH-M Educación: 0,837

(Fuente: IPEADATA)

## Administración
- Prefecto: Alberto Cesar de Caires (2005/2008)
- Viceprefecto: José Maria Commar
- Presidente de la cámara: Juán Martins de Arruda (2005/2006)